# Parco nazionale di Djebel Orbata
Il parco nazionale di Djebel Orbata è un parco nazionale della Tunisia situato tra le delegazioni di El Ksar e di El Guettar nel governatorato di Gafsa. È centrato attorno al Djebel Orbata.
Istituito il 29 marzo 2010, si estende su una superficie di 5746 ettari. La sua gestione è affidata al ministero dell'Agricoltura.
Obiettivo della creazione del parco è stato quello di preservare una parte dell'ecosistema montano dell'Atlante tunisino, attraverso la riabilitazione in questa regione di una flora e una fauna rare e minacciate, come il pino d'Aleppo, il ginepro fenicio, l'ammotrago, la gazzella di Cuvier e lo struzzo. Il resto della fauna è piuttosto varia e comprende, tra l'altro, tre specie di anfibi, 24 specie di rettili, 77 specie di uccelli e 19 specie di mammiferi.